# 阿富汗人列表
阿富汗人按职业分类，可以从以下各列表中查询。
- 阿富汗君主列表
- 阿富汗总统列表
- 阿富汗艺术家列表（英语：List of Afghan artists）
- 阿富汗演员列表（英语：List of Afghan actors）
- 阿富汗作家列表（英语：List of Afghan writers）
  - 阿富汗小说家列表（英语：List of Afghan novelists）
- 阿富汗建筑家列表（英语：List of Afghan architects）
- 阿富汗画家列表（英语：List of Afghan painters）
- 阿富汗作曲家列表（英语：List of Afghan composers）
- 阿富汗歌手列表（英语：List of Afghan singers）

|  | 本条目是人物相关列表索引。 |